# Râle kiolo
Rufirallus viridis
Espèce
Statut de conservation UICN

 LC  : Préoccupation mineure
Le Râle kiolo (Rufirallus viridis) est une espèce d'oiseaux de la famille des Rallidae.

## Répartition
Cet oiseau peuple l'Amazonie, le plateau des Guyanes et la forêt atlantique.